# Корабостроене в България
Корабостроенето в България е сектор на българската промишленост, обхващащ производството и ремонта на плавателни съдове.

## История
Началото на промишленото корабостроене в България е поставено през 1907 година с основаването на Варненската пристанищна работилница, която и днес е най-голямото корабостроително предприятие под името „Булярд – Корабостроителна индустрия“. Първоначално предприятието произвежда и поддържа малки дървени кораби, като първите съдове със стоманена и стоманобетонно конструкция започват да се изграждат в средата на 30-те години. Малкият пътнически кораб „Галата“ излиза от Варненската корабостроителница през 1939 година.
След Деветосептемврийския преврат през 1944 година и поставянето на страната под съветски контрол корабостроителните мощности бързо се разрастват във връзка с останалите нереализирани планове Варна да бъде превърната в затворен град и база за ремонт на военноморския флот. С тази цел е създадено българо-съветското предприятие КОРБСО, от което съветската страна се изтегля през 1954 година. В Пристанищната работилница, преименувана на Корабостроителен завод „Георги Димитров“ е построен първият в страната сух док, който през 1955 година е отделен в самостоятелен Кораборемонтен завод „Одесос“. През този период са разширени и корабостроителниците в Русе и Бургас, а във Варненския университет е създадена специалност „Корабостроене“, по-късно отделена заедно с другите технически специалности в днешния Технически университет – Варна.
През следващите десетилетия развитието на корабостроенето в България е спирано от ограничения достъп до суровини и технологии, като 50 до 75% от тях се внасят от чужбина. Корабостроителната промишленост е губеща и се издържа от държавни субсидии. Въпреки това обемите на производството нарастват с бързи темпове, заради гарантираните продажби за бързо растящия български търговски и риболовен флот. През 70-те години корабостроенето е засегнато от характерните и за други промишлени сектори мегаломански проекти, като изграждането на 100-хилядитонния танкер „Хан Аспарух“. Той е част от планирана серия подобни кораби, чието реализиране е отменено.